# Zhanpu
Zhanpu (kinesiska: 湛普) är en köping i sydvästra Kina. Den ligger i Fengdu härad i storstadsområdet Chongqing,  omkring 110 kilometer öster om det centrala stadsdistriktet Yuzhong. Antalet invånare är 8 249. Befolkningen består av 3 834 kvinnor och 4 415 män. Barn under 15 år utgör 19,0 %, vuxna 15-64 år 67 %, och äldre över 65 år 13,0 %.